# روی دوایت
روی دوایت (انگلیسی: Roy Dwight; ۹ ژانویهٔ ۱۹۳۳ – ۹ آوریل ۲۰۰۲) بازیکن فوتبال اهل بریتانیا بود.
از باشگاه‌هایی که در آن بازی کرده‌است می‌توان به باشگاه فوتبال ناتینگهام فارست، باشگاه فوتبال فولام، باشگاه فوتبال ابسفلیت یونایتد، باشگاه فوتبال کاونتری سیتی، و باشگاه فوتبال میلوال اشاره کرد.